# Telepasión
Telepasión, conocido originalmente como Telepasión española, es un programa de televisión emitido por La 1 de Televisión Española, entre 1990 y 2004, 2006 y de nuevo desde 2014, en el que presentadores y caras conocidas de la cadena demuestran sus dotes de canto. El programa fue creado por Javier Caballé, Óscar Gómez y Jordi García Candau.
La primera edición fue emitida el 31 de diciembre de 1990, y es recordada por la canción Que no se acabe el mundo original de Óscar Gómez interpretada a coro por los presentadores y rostros televisivos de la época, entre ellos Julia Otero (presentadora de aquella edición), Pedro Piqueras y los fallecidos Constantino Romero y Joaquín Prat.
Salvo las dos primeras ediciones (1990 y 1991) emitidas en Nochevieja, este programa se emite en Nochebuena después del mensaje de Navidad de Su Majestad el Rey.

## Equipo

### Presentación
- Julia Otero (1990)
- Elena Sánchez Caballero, Joaquín Prat y Constantino Romero (1991)
- Elisa Matilla y Paco Valladares (1992)
- Ángeles Martín (1994)
- Ramón García (1996; 2002-2003 y 2014)
- Carlos Lozano y Paloma Lago (1999-2001)
- José Antonio Maldonado y Paco Montesdeoca (2004)
- Anne Igartiburu (2006)
- Teté Delgado, Enrique Villén, Elena Furiase, Juan Muñoz y Carmen Santa María (2015)
- Roberto Leal y Berta Collado (2016)
- Anne Igartiburu y Santiago Segura (2017)
- Elena S. Sánchez y Juanma Cifuentes (2018)
- Miriam Díaz-Aroca y Roberto Leal (2019)
- Alaska, La Terremoto de Alcorcón y Florentino Fernández (2020)
- Ana Obregón y Boris Izaguirre (2021)
- Ana Obregón y Mario Vaquerizo (2022)
- Patricia Conde, Rodrigo Vázquez y Aitor Albizua (2023)
- Patricia Conde y Aitor Albizua (2024)

### Dirección
- Xavier Manich y Julia Otero (1990)
- Pepa Martí Maqueda (1991)
- Óscar Gómez (Dirección musical) (1991-1993; 1995-1996)
- Javier Montemayor (1992)
- Rafael Galán (1993)
- Javier Caballé Bordes
(1994-2003; 2014)
- Eduardo Toral (2004)
- Paco Quintanar (2006)
- Ricardo A. Solla (2014)
- Juan Luis Iborra (2015-presente)
- Gustavo Jiménez Vera (2018 y 2020-2021)

### Realización
- Xavier Manich (1990)
- Pepa Martí Maqueda y Sergio Vidal (1991)
- Javier Montemayor y Lorenzo Zaragoza (1992)
- Rafael Galán (1993)
- Lorenzo Zaragoza (1994 y 1999)
- Mercedes Ibáñez (1995 y 2000)
- Jorge Horacio (1996)
- José Esteban Pérez (1997-1998)
- Belén Molinero (2001-2002)
- Luis Miguel González (2003)
- Antonio Zancajo (2004)
- Aurora Llorente (2006)
- Arantxa M. Doral (2014)
- Gustavo Jiménez Vera (2015-2018, 2020-2021)
- Marisa Paniagua (RTVE) (2019; 2022-2023)
- Víctor Sáenz de Tejada (RTVE) (2024)

### Edición
- Francisco Soriano (subdirector) (1997)
- Gustavo Jiménez Vera (subdirector y codirector) (2015-2017)

### Producción
- Neus Sala (1990)
- Jesús Jiménez (1991)
- Alejandro Ruíz (1992)
- Jesús Molina (1993)
- Florencio Guerra (1994; 1996-1997)
- Óscar Gómez (Producción musical) (1994)
- Óscar Gómez y José García Morato (Producción musical) (1997-2001 y 2003)
- Pilar Tabares (1995)
- Mariano Sánchez-Cid (1998)
- Gloria Goncostrina (1999)
- Isabel Cuesta (2000)
- José Luis Gracia (2001)
- José Luis Pastor (2002)
- José García Morato (Producción musical) (2002)
- Epifanio Rojas (2003-2004)
- Ricardo Iznaola y José María Uruñuela (2006)
- Carlo Boserman (EuroTV Producciones) (2014)
- Carlo Boserman, Concha Díaz y Carmen Martínez (EuroTV Producciones) (2015)
- Santiago Campo García (RTVE) (2015; 2019-2021)
- José María Payueta (RTVE) (2016)
- Concha Díaz y Carmen Martínez (EuroTV Producciones) (2016)
- Conchi Pérez Anca (RTVE) (2017-2018)
- Carmen Martínez (EuroTV Producciones) (2017)
- Concha Díaz y Valeria Rodríguez (EuroTV Producciones) (2018, 2021-2022)
- Valeria Rodríguez (EuroTV Producciones) (2019)
- Concha Díaz (EuroTV Producciones) (2020)
- Carlos Serrano (RTVE) (2022)
- Judith Moreno (RTVE) (2023-2024)

### Producción ejecutiva
- Javier Caballé y Francisco Soriano (1991-1993)
- Francisco Soriano (1994-1995; 1996 y 2000)
- Mercedes Roldán y Susana Uribarri (1997)
- Susana Uribarri (1998)
- Miguel María Delgado y Fernando Pérez Paredes (1999)
- Itziar Aldasoro (2001)
- Jesús Molina (2002)
- José María Avendaño (2004)
- Juan Jesús Ortiz y Juan A. Valenzuela (2006)
- Carlo Boserman Francesco Boserman y J.J. Lara (EuroTV Producciones) (2014-2015)
- Javier García Díaz (RTVE) (2014)
- Borja Gálvez Domínguez (RTVE) (2015-2017)
- Carlo Boserman (EuroTV Producciones) (2016-presente)
- Miriam García Corrales (RTVE) (2018-2020)
- Toñi Prieto (RTVE) (2021-2023)
- Carmen Marín (RTVE) (2022-2024)

### Guion
- Félix Cabez y Juanjo García (1990)
- María Ovelar, Javier Montemayor y Óscar Gómez (1992)
- Pedro Febrero, Fernando León y Rafael Galán (1993)
- Javier Caballé, Óscar Gómez y Francisco Soriano (1995)
- Javier Caballé (1996; 1998-2000)
- Javier Caballé y Tri Quarttet Five (2001-2002)
- José María Lorite, Ignacio Salmerón y Andrés Marín (2003)
- Marta González y Arturo González (2004)
- José Ignacio Salmerón, Alberto López, Ignacio Pérez Cabana y Lolo Seda (2014)
- Juan Luis Iborra y Sonia Gómez (2015-2023)
- Juan Luis Iborra (2024)

## Audiencia
| Edición                                          | Fecha      | Espectadores | Share |
| ------------------------------------------------ | ---------- | ------------ | ----- |
| Telepasión 1990: Telepasión española             | 31/12/1990 |              |       |
| Telepasión 1991: Telepasión                      | 31/12/1991 |              |       |
| Telepasión 1992: Telepasión española y olé       | 24/12/1992 | 5 892 000    | 44,9% |
| Telepasión 1993: Telepasión española, ¡oh yeah!  | 24/12/1993 | 4 382 000    | 28,6% |
| Telepasión 1994: No hay Navidad sin Telepasión   | 24/12/1994 | 4 389 000    | 37,7% |
| Telepasión 1995: Una noche en el Roxy            | 24/12/1995 | 3 544 000    | 30,9% |
| Telepasión 1996: Recordando a Disney             | 24/12/1996 | 2 782 000    | 27,3% |
| Telepasión 1997: Telepasión por bailar           | 24/12/1997 | 3 960 000    | 26,2% |
| Telepasión 1998: El programa del siglo           | 24/12/1998 | 2 917 000    | 27,0% |
| Telepasión 1999: La gala 10                      | 24/12/1999 | 4 148 000    | 37,2% |
| Telepasión 2000: La magia de la televisión       | 24/12/2000 | 4 364 000    | 40,0% |
| Telepasión 2001: Sigue la magia                  | 24/12/2001 | 4 286 000    | 39,7% |
| Telepasión 2002: Telepasión 13                   | 24/12/2002 | 2 986 000    | 29,7% |
| Telepasión 2003: Supertelepasión                 | 24/12/2003 | 2 365 000    | 24,0% |
| Telepasión 2004: ¡Cuánto tiempo!                 | 24/12/2004 | 1 698 000    | 19,3% |
| Telepasión 2006: Pasión por la tele              | 24/12/2006 | 2 807 000    | 26,2% |
| Telepasión 2014: Parte de tu vida                | 24/12/2014 | 1 811 000    | 17,4% |
| Telepasión 2015: Un viaje en el tiempo           | 24/12/2015 | 1 901 000    | 19,3% |
| Telepasión 2016: Va de cine                      | 24/12/2016 | 1 856 000    | 19,2% |
| Telepasión 2017: El musical                      | 24/12/2017 | 1 582 000    | 17,3% |
| Telepasión 2018: La gran cena                    | 24/12/2018 | 2 663 000    | 23,5% |
| Telepasión 2019: Una noche de tormenta           | 24/12/2019 | 2 427 000    | 20,9% |
| Telepasión 2020: El gran guateque                | 24/12/2020 | 3 144 000    | 21,0% |
| Telepasión 2021: Telepasión Airlines. Vuelo 2021 | 24/12/2021 | 2 290 000    | 18,6% |
| Telepasión 2022: Se armó en Telepasión           | 24/12/2022 | 1 978 000    | 19,4% |
| Telepasión 2023: Nadie es perfecto               | 24/12/2023 | 1 957 000    | 20,9% |
| Telepasión 2024: La gran mentira                 | 24/12/2024 | 2 118 000    | 22,8% |

## Programas derivados
En 2004, después de la marcha de su creador Javier Caballé (fichado por Telemadrid), los hombres del tiempo Paco Montesdeoca y José Antonio Maldonado presentan una edición especial llamada ¡Cuánto tiempo! con secuencias humorísticas inéditas y una selección de actuaciones del pasado.
En 2006, Telepasión regresa bajo el título Pasión por la tele. Presentado por Anne Igartiburu, el espacio hace un repaso de ediciones anteriores del programa.
En 2007, Televisión Española decide no hacer ninguna edición más de Telepasión y pasa a emitirse el programa en Radio Nacional de España bajo el título de Radiopasión española. En él, locutores de RNE cantan canciones y la canción ganadora del programa es elegida por el público mediante sus votos.
En 2014 vuelve a emitirse bajo la producción de EuroTV Producciones (Carlo Boserman), la dirección de Juan Luis Iborra y la producción de las canciones de Cargo Music (Sarah Gómez y Javi L. Rollán).

## Temas interpretados
| Año                                  | Título | Intérpretes |
| ------------------------------------ | --- | --- |
| 1990: Telepasión española            | «My Heart Belongs to Daddy» | Miriam Díaz-Aroca. |
| 1990: Telepasión española            | «Si tú me dices ven» | Beatriz Pécker. |
| 1990: Telepasión española            | «El puente» | Marisol Galdón, Tinet Rubira y David Bagès. |
| 1990: Telepasión española            | «Cambalache» | Pedro Piqueras. |
| 1990: Telepasión española            | «En el último trago» | Joaquín Arozamena. |
| 1990: Telepasión española            | «C'est magnifique» | Constantino Romero y Joaquín Prat. |
| 1990: Telepasión española            | «Blue Moon» | Julia Otero. |
| 1990: Telepasión española            | «Que no se acabe el mundo» | Coro. |
| 1991: Telepasión                     | «Supercalifragilisticoexpialidoso» | Isabel Gemio y Joaquín Prat con Ramón García. |
| 1991: Telepasión                     | «Wand'rin' Star» | Constantino Romero. |
| 1991: Telepasión                     | «Hello, Dolly!» | María Teresa Campos y Paco Valladares. |
| 1991: Telepasión                     | «La tele donde vive mi amor» | Matías Prats Luque. |
| 1991: Telepasión                     | «Gee Officer Krupke» | Benjamin Barrington, Arancha de Benito, Alicia Bogo, Nando Dixcontrol y Dani Martín. |
| 1991: Telepasión                     | «Money, Money, Money» | Miriam Díaz-Aroca y Ferran Rañé. |
| 1991: Telepasión                     | «Cheek to Cheek» | Carlos Herrera y Carmen Conesa. |
| 1991: Telepasión                     | «Singin' in the Rain» | Paco Montesdeoca, José Antonio Maldonado, Ana de Roque y Marta García. |
| 1991: Telepasión                     | «You're the One That I Want» | Ana Obregón, Rody Aragón, Terelu Campos, Teresa Viejo y Blanca Aguete. |
| 1991: Telepasión                     | «Memory» | Ricardo Fernández Deu y Loles León. |
| 1991: Telepasión                     | «If I Were a Rich Man» | Jordi Estadella, Guillermo Summers, Ramón Sánchez-Ocaña y María San Juan. |
| 1991: Telepasión                     | «Do-Re-Mi» | Francine Gálvez. |
| 1991: Telepasión                     | «A Chorus Line» | Elena Sánchez, María Escario, Sergio Sauca, Pedro Barthe y Pilar Rodríguez. |
| 1991: Telepasión                     | «Over the Rainbow» | Todos. |
| 1992: Telepasión española y olé      | «La morena de mi copla» | Ricardo Fernández Deu. |
| 1992: Telepasión española y olé      | «Ven y ven» | Miriam Díaz-Aroca. |
| 1992: Telepasión española y olé      | «Me debes un beso» | Ramón García, Ángeles Martín y Las hermanas Hurtado. |
| 1992: Telepasión española y olé      | «Don Hilarión» | Jordi Estadella. |
| 1992: Telepasión española y olé      | «La Zarzamora» | Elisenda Roca. |
| 1992: Telepasión española y olé      | «Rumba del culebrón» | Catherine Fulop y Fernando Carrillo. |
| 1992: Telepasión española y olé      | «Algo se muere en el alma» | Marisol Galdón. |
| 1992: Telepasión española y olé      | «El Relicario» | María Teresa Campos y Joaquín Prat. |
| 1992: Telepasión española y olé      | «Campanera» | Constantino Romero. |
| 1992: Telepasión española y olé      | «A tu vera» | Benjamin Barrington y Arancha de Benito. |
| 1992: Telepasión española y olé      | «El dúo de La africana» | Mari Carmen y sus muñecos. |
| 1992: Telepasión española y olé      | «Tani» | María Escario. |
| 1992: Telepasión española y olé      | «Pasión Gitana (Campanilleros)» | Todos. |
| 1992: Telepasión española y olé      | «Y viva España» | Elisa Matilla, Joaquín Prat, Ricardo Fernández Deu, María Escario, Ángeles Martín, Ramón García, Elisenda Roca, Jordi Estadella, Catherine Fulop, Fernando Carrillo y Mari Carmen y sus muñecos. |
| 1993: Telepasión española, ¡oh yeah! | «Il Mondo» | Ricardo Fernández Deu. |
| 1993: Telepasión española, ¡oh yeah! | «(I Can't Get No) Satisfaction» | El Gran Wyoming. |
| 1993: Telepasión española, ¡oh yeah! | «Goldfinger» | Joaquín Prat. |
| 1993: Telepasión española, ¡oh yeah! | «These Boots Are Made for Walkin'» | Ana Obregón. |
| 1993: Telepasión española, ¡oh yeah! | «Capri C'est Fini» | Pedro Reyes. |
| 1993: Telepasión española, ¡oh yeah! | «Hair Medley» | Josema Yuste. |
| 1993: Telepasión española, ¡oh yeah! | «When a Man Loves a Woman» | Millán Salcedo. |
| 1993: Telepasión española, ¡oh yeah! | «San Francisco (Be Sure to Wear Flowers in Your Hair)»                                                                                     | Benjamin Barrington. |
| 1993: Telepasión española, ¡oh yeah! | «Puppet on a String» | Miriam Díaz-Aroca. |
| 1993: Telepasión española, ¡oh yeah! | «Yo soy aquel» | Paco Valladares. |
| 1993: Telepasión española, ¡oh yeah! | «La, la, la» | María Teresa Campos. |
| 1993: Telepasión española, ¡oh yeah! | «Tómbola» | Miriam Díaz-Aroca y Ana Obregón. |
| 1993: Telepasión española, ¡oh yeah! | «Vivo cantando» | María Teresa Campos. |
| 1993: Telepasión española, ¡oh yeah! | «The Blues Brothers» | Constantino Romero y Jordi Estadella. |
| 1993: Telepasión española, ¡oh yeah! | «Un rayo de sol, María Isabel» | Ángeles Martín. |
| 1993: Telepasión española, ¡oh yeah! | «Monday, Monday» | El Gran Wyoming, Millán Salcedo, Benjamin Barrington y Juan Carlos Martín. |
| 1993: Telepasión española, ¡oh yeah! | «All You Need Is Love» | Todos. Solos de Juan Carlos Martín, El Gran Wyoming, Benjamin Barrington, Millán Salcedo, Elisenda Roca, Ricardo Fernández Deu, Jordi Estadella, Miriam Díaz-Aroca, Constantino Romero, Terelu Campos, Josema Yuste y Ana Obregón. |
| 1994: No hay Navidad sin Telepasión  | «Eso es el amor» | Paco Valladares. |
| 1994: No hay Navidad sin Telepasión  | «Cartagenera» | Joaquín Prat. |
| 1994: No hay Navidad sin Telepasión  | «Tico Tico» | Ana Obregón. |
| 1994: No hay Navidad sin Telepasión  | «La barca» | Miliki. |
| 1994: No hay Navidad sin Telepasión  | «Frenesí» | Miliki y Rita Irasema. |
| 1994: No hay Navidad sin Telepasión  | «Sabor a mí» | María Teresa Campos. |
| 1994: No hay Navidad sin Telepasión  | «El día que me quieras» | Constantino Romero. |
| 1994: No hay Navidad sin Telepasión  | «El cumbanchero» | Terelu Campos y Concha Galán. |
| 1994: No hay Navidad sin Telepasión  | «Day-O (The Banana Boat Song)» | Teresa Viejo. |
| 1994: No hay Navidad sin Telepasión  | «Triana morena» | María Vidal. |
| 1994: No hay Navidad sin Telepasión  | «Mami qué será lo que tiene el negro» | Ángeles Martín. |
| 1994: No hay Navidad sin Telepasión  | «Cuando salí de Cuba» | Ramón García. |
| 1994: No hay Navidad sin Telepasión  | «El manisero» | Bárbara Rey. |
| 1994: No hay Navidad sin Telepasión  | «Burbujas de amor» | Benjamin Barrington. |
| 1994: No hay Navidad sin Telepasión  | «Piensa en mí» | Elisenda Roca. |
| 1994: No hay Navidad sin Telepasión  | «Pedro Navaja» | Juan Carlos Martín. |
| 1994: No hay Navidad sin Telepasión  | «Caballo viejo» | Miriam Díaz-Aroca. |
| 1994: No hay Navidad sin Telepasión  | «Guantanamera» | Todos. Solos de Benjamin Barrington, Ángeles Martín, Elisenda Roca, Terelu Campos, Concha Galán, Constantino Romero, Paco Valladares, Juan Carlos Martín, Miliki y Rita Irasema. |
| 1995: Una noche en el Roxy           | «Corre, corre, caballito» | Miriam Díaz-Aroca. |
| 1995: Una noche en el Roxy           | «Coplillas de las Divisas» | Ángeles Martín y Alonso Caparrós. |
| 1995: Una noche en el Roxy           | «Soy minero» | Juan Carlos Martín. |
| 1995: Una noche en el Roxy           | «Violetas imperiales» | Paco Valladares. |
| 1995: Una noche en el Roxy           | «Yo te diré» | Rita Irasema. |
| 1995: Una noche en el Roxy           | «Échale guindas al pavo» | Esther Arroyo y Paco Vegara. |
| 1995: Una noche en el Roxy           | «El día de los enamorados» | Terelu Campos, José Manuel Parada, Jose Toledo, Luis Fernando Alvés, Concha Galán. |
| 1995: Una noche en el Roxy           | «Más bonita que ninguna» | Teresa Viejo. |
| 1995: Una noche en el Roxy           | «¡Ay pena, penita, pena!» | María Teresa Campos. |
| 1995: Una noche en el Roxy           | «Las chicas de la Cruz Roja» | Bárbara Rey. |
| 1995: Una noche en el Roxy           | «Fumando espero» | Ana Obregón. |
| 1995: Una noche en el Roxy           | «Guardamarina soy» | José Mota y Juan Muñoz. |
| 1995: Una noche en el Roxy           | «Un año de amor» | Elisenda Roca. |
| 1995: Una noche en el Roxy           | «Chico ye ye» | Tito Valverde. |
| 1995: Una noche en el Roxy           | «Suspiros de España» | Todos. Solos de Rita Irasema, Paco Valladares, Elisenda Roca, Juan Carlos Martín, Esther Arroyo, Paco Vegara, Terelu Campos, Concha Galán, Fernando Acaso, Bárbara Rey y Alonso Caparrós. |
| 1996: Recordando a Disney            | «Cruella de Vil» | Mónica Pont. |
| 1996: Recordando a Disney            | «Busca lo más vital» | Tate Montoya. |
| 1996: Recordando a Disney            | «Quiero ser como tú» | Bermúdez. |
| 1996: Recordando a Disney            | «La bella y la bestia» | Ana Obregón y Joaquín Kremel. |
| 1996: Recordando a Disney            | «Príncipe Alí» y «Un mundo ideal» | Marc Azcona, Mónica Aragón y Diana Wrana. |
| 1996: Recordando a Disney            | «You Can Fly! You Can Fly! You Can Fly!» y «Yo, Ho! (A Pirate's Life For Me)»                                                              | Ángeles Martín y José Manuel Parada. |
| 1996: Recordando a Disney            | «Hakuna matata» | Paco Montesdeoca y José Antonio Maldonado. |
| 1996: Recordando a Disney            | «Colors of the Wind» | Leticia Sabater. |
| 1996: Recordando a Disney            | «Dame un silbidito» | Ramón García. |
| 1996: Recordando a Disney            | «Bibbidi-Bobbidi-Boo» | Laura Valenzuela y Lara Dibildos. |
| 1996: Recordando a Disney            | «Silbando al trabajar» | Jose Toledo. |
| 1996: Recordando a Disney            | «Once Upon a Dream» | Concha Galán y Pedro Rollán. |
| 1996: Recordando a Disney            | «Part of Your World» y «Bajo el mar» | Teresa Viejo y Miguel Caiceo. |
| 1996: Recordando a Disney            | «Silbando al trabajar» | Todos. |
| 1997: Telepasión por bailar          | «King Creole (El barrio contra mí)» | Alonso Caparrós. |
| 1997: Telepasión por bailar          | «Las flechas del amor» | Teresa Viejo. |
| 1997: Telepasión por bailar          | «Mis manos en tu cintura» | Ramón García. |
| 1997: Telepasión por bailar          | «Stand by Me» | José Manuel Parada. |
| 1997: Telepasión por bailar          | «Je t'aime... moi non plus» | Joaquín Kremel y Mónica Pont. |
| 1997: Telepasión por bailar          | «Non ho l'età» | Anabel Alonso. |
| 1997: Telepasión por bailar          | «Twist and Shout» | Jaime Bores, Antolín Romero, Salvador Valdés y Jordi Cruz. |
| 1997: Telepasión por bailar          | Medley 1 | «Na na na», «La yenka», «Let's Twist Again» y «Rock Around The Clock» |
| 1997: Telepasión por bailar          | «Gloria» | Mar Regueras. |
| 1997: Telepasión por bailar          | «Tu nombre me sabe a hierba» | Jose Toledo y Pedro Rollán. |
| 1997: Telepasión por bailar          | «La culpa fue del cha-cha-cha» | Chiquito de la Calzada. |
| 1997: Telepasión por bailar          | «Agapimú» | Soledad Mallol. |
| 1997: Telepasión por bailar          | «Stayin' Alive» | Paco Vegara. |
| 1997: Telepasión por bailar          | Medley 2 | «Flashdance... What a Feeling», «I Will Survive» y «Y.M.C.A.» |
| 1997: Telepasión por bailar          | «Maquillaje» | Leticia Sabater. |
| 1997: Telepasión por bailar          | «Amante bandido» | Eduardo Leiva. |
| 1997: Telepasión por bailar          | «Material Girl» | Paloma Lago. |
| 1997: Telepasión por bailar          | «Caperucita feroz» | Guillermo Summers y Susana Hernández. |
| 1997: Telepasión por bailar          | «Black or White» | Mónica Pont. |
| 1997: Telepasión por bailar          | «A fuego lento» | Anne Igartiburu. |
| 1997: Telepasión por bailar          | «La bilirrubina» | Patricia Betancort. |
| 1997: Telepasión por bailar          | «Mi gato» | Marlène Mourreau. |
| 1997: Telepasión por bailar          | «No me importa nada» | Manuel Giménez. |
| 1997: Telepasión por bailar          | «Wannabe» | Ana Obregón. |
| 1998: El programa del siglo          | «Corazón partío» | Ramón García. |
| 1998: El programa del siglo          | «Extraños en la noche» | César Cadaval. |
| 1998: El programa del siglo          | «My Way» | Jorge Cadaval. |
| 1998: El programa del siglo          | «New York, New York» | César Cadaval y Jorge Cadaval. |
| 1998: El programa del siglo          | «Noches de bohemia» | Sara Baras. |
| 1998: El programa del siglo          | «No estamos lokos (sic)» | Loreto Valverde. |
| 1998: El programa del siglo          | «Depende» | Miriam Domínguez y José Antonio Maldonado. |
| 1998: El programa del siglo          | «(I Can't Get No) Satisfaction» | Hugo de Campos. |
| 1998: El programa del siglo          | «The Final Countdown» | Jennifer Rope. |
| 1998: El programa del siglo          | «There's No Business Like Show Business»                                                                                                   | José Manuel Parada y Patricia Betancort. |
| 1998: El programa del siglo          | «Desátame» | Antonia Dell’Atte. |
| 1998: El programa del siglo          | «La bomba» | Mar Regueras. |
| 1998: El programa del siglo          | «Me va, me va» | Manuel Giménez. |
| 1998: El programa del siglo          | «Experiencia religiosa» | Antolín Romero. |
| 1998: El programa del siglo          | «Soy un truhán, soy un señor» | Manuel Giménez y Antolín Romero. |
| 1998: El programa del siglo          | «América, América»/«Un beso y una flor» | Paloma Lago. |
| 1998: El programa del siglo          | «Oye cómo va»/«Oye» | Norma Duval. |
| 1998: El programa del siglo          | «Vida loca» | Anne Igartiburu. |
| 1998: El programa del siglo          | «Perfidia» | Jordi Hurtado. |
| 1998: El programa del siglo          | «Ansiedad» | Remedios Cervantes. |
| 1998: El programa del siglo          | «That’s Entertainment» | Mónica Pont, Jose Toledo y Leticia Sabater. |
| 1999: La gala 10                     | «On my own» | Natalia Dicenta. |
| 1999: La gala 10                     | «Dancing Queen» y «Chiquitita» | Jordi Hurtado, Mabel Lozano, Paco Vegara y Patricia Betancort. |
| 1999: La gala 10                     | «Woman del Callao», «Madre Tierra (Oye)», «Juana la cubana» y «La Chula»                                                                   | Elsa Anka. |
| 1999: La gala 10                     | «Rock and Roll en la plaza del pueblo» | Paz Padilla. |
| 1999: La gala 10                     | «Mirando atrás» | José Manuel Parada. |
| 1999: La gala 10                     | «Oh, Pretty Woman» | Teresa Viejo. |
| 1999: La gala 10                     | «Salomé» | Paloma Lago. |
| 1999: La gala 10                     | «La rumba de las galaxias» | José Antonio Maldonado y Paco Montesdeoca. |
| 1999: La gala 10                     | «Make 'Em Laugh» | Luis Fernando Alvés y Andoni Ferreño. |
| 1999: La gala 10                     | «My Heart Belongs to Daddy» | María Abradelo. |
| 1999: La gala 10                     | «Eso es el amor» | Manuel Giménez. |
| 1999: La gala 10                     | «Livin' la vida loca» | Desirée Ndjambo, Yolanda Vázquez y Pilar Socorro. |
| 1999: La gala 10                     | «Hawaii-Bombay» y «Cruz de navajas» | Anne Igartiburu. |
| 1999: La gala 10                     | «The Blues Brothers» | Antolín Romero y Pilar Soto. |
| 1999: La gala 10                     | «Mejor» | Ramón García, Jose Toledo y Concha Galán. |
| 1999: La gala 10                     | «Mambo No. 5» | Paloma Lago y Carlos Lozano. |
| 2000: La magia de la televisión      | «La bomba» | Carlos Lozano. |
| 2000: La magia de la televisión      | «Ven conmigo (Solamente tú)» | Paloma Lago. |
| 2000: La magia de la televisión      | «Pringao» | Ramón García, Sonia Ferrer y Lucía Muñoz. |
| 2000: La magia de la televisión      | «Príncipe Alí» | Paz Padilla. |
| 2000: La magia de la televisión      | «All You Need Is Love» | José Mota y Juan Muñoz. |
| 2000: La magia de la televisión      | «Cheek to Cheek» | Josema Yuste y Anne Igartiburu. |
| 2000: La magia de la televisión      | «La, la, la» | Sandra Morey y José Luis Uribarri. |
| 2000: La magia de la televisión      | «Eres tú» | Sandra Morey. |
| 2000: La magia de la televisión      | «Vivo cantando» | Lidia San José. |
| 2000: La magia de la televisión      | «Delilah» | Paco Vegara. |
| 2000: La magia de la televisión      | «Estando contigo» | José Manuel Parada. |
| 2000: La magia de la televisión      | «Singin' in the Rain» | César y Jorge Cadaval. |
| 2000: La magia de la televisión      | «Se me olvidó otra vez» | Hugo de Campos y Patricia Betancort. |
| 2000: La magia de la televisión      | «Tengo ritmo» | Andoni Ferreño y Mabel Lozano. |
| 2000: La magia de la televisión      | «Boom Boom» | Jennifer Rope y Tita Planells. |
| 2000: La magia de la televisión      | «Sueño tu boca» | Manuel Giménez. |
| 2000: La magia de la televisión      | «That’s Entertainment!» | Jordi Hurtado y Pilar Socorro. |
| 2000: La magia de la televisión      | «El cielo no entiende» | Verónica Mengod. |
| 2000: La magia de la televisión      | «Sobreviviré» | Daniela Cardone |
| 2000: La magia de la televisión      | «Para no verte más» | Ramón García y Tri Quarttet Five. |
| 2000: La magia de la televisión      | «Si nos dejan» | Todos. |
| 2001: Sigue la magia                 | «Yo quiero bailar» | Paloma Lago. |
| 2001: Sigue la magia                 | «Y yo sigo aquí» | Jennifer Rope. |
| 2001: Sigue la magia                 | «Achy Breaky Heart» | César y Jorge Cadaval. |
| 2001: Sigue la magia                 | «I'm just a gigolo (I ain't got nobody)»                                                                                                   | Paco Vegara. |
| 2001: Sigue la magia                 | «Siempre, siempre» | Ana García Lozano. |
| 2001: Sigue la magia                 | «Moulin Rouge» | Ana Obregón. |
| 2001: Sigue la magia                 | «Sueño su boca» y «Mayonesa» | Sandra Morey y Los Trilocos. |
| 2001: Sigue la magia                 | «Mi música es tu voz» | Concursantes de Operación Triunfo 1. |
| 2001: Sigue la magia                 | «Dance with me» | Verónica Mengod. |
| 2001: Sigue la magia                 | «Beso a beso» | Pilar Soto y Guillermo Romero. |
| 2001: Sigue la magia                 | «Brasil» | Jordi Hurtado, Pilar Socorro y Mónica Hoyos. |
| 2001: Sigue la magia                 | «Sarandonga» | Concha Velasco y José Manuel Parada. |
| 2001: Sigue la magia                 | «It's Raining Men» | Juncal Rivero. |
| 2001: Sigue la magia                 | «I wanna be loved by you» | Anne Igartiburu. |
| 2001: Sigue la magia                 | «Te voy a comer la boca» | Ramón García y Tri Quarttet Five. |
| 2001: Sigue la magia                 | «Mariana Mambo» | Carlos Lozano y Paloma Lago. |
| 2001: Sigue la magia                 | «All Stars» | Hugo de Campos. |
| 2002: Telepasión 13                  | Presentación inicial | Chicho Ibáñez Serrador. |
| 2002: Telepasión 13                  | «Torero» | Carlos Lozano y Paloma Lago. |
| 2002: Telepasión 13                  | «Apatrullando» | Óscar Martínez y Juanjo Pardo. |
| 2002: Telepasión 13                  | «La taberna del Buda» | Florentino Fernández. |
| 2002: Telepasión 13                  | «Qué barbaridad!» | José Manuel Parada, Eva León y Eloísa Martín. |
| 2002: Telepasión 13                  | «Somethin' Stupid» | Miki Nadal y Silvia Gambino. |
| 2002: Telepasión 13                  | «Cuban Pete» | Anne Igartiburu. |
| 2002: Telepasión 13                  | «Dímelo» | Ana García Lozano. |
| 2002: Telepasión 13                  | «Movidito, movidito» | Manuel Giménez y Oihana Etxeberria. |
| 2002: Telepasión 13                  | «Feo, fuerte y formal» | Hugo de Campos y Pepe Carabias. |
| 2002: Telepasión 13                  | «Divina de la muerte» | María José Suárez y Lorena Bernal. |
| 2002: Telepasión 13                  | «Aserejé» | Jennifer Rope, Patricia Betancort y Sandra Morey. |
| 2002: Telepasión 13                  | «Hueso na ma» | Paco Vegara. |
| 2002: Telepasión 13                  | «Una noche más» | Juncal Rivero. |
| 2002: Telepasión 13                  | «Ave María» | Jordi Hurtado. |
| 2002: Telepasión 13                  | «Lobo-hombre en París» | Guillermo Romero. |
| 2002: Telepasión 13                  | «Soy yo» | Paloma Lago. |
| 2002: Telepasión 13                  | «Que la detengan» | Carlos Lozano. |
| 2002: Telepasión 13                  | «Soy minero» | Ramón García y Tri Quarttet Five. |
| 2002: Telepasión 13                  | «Te quiero más» | Todos. |
| 2003: Supertelepasión                | Presentación | Ramón García. |
| 2003: Supertelepasión                | «Salir en la tele» | Hugo de Campos. |
| 2003: Supertelepasión                | «No me llames iluso» | Óscar Martínez. |
| 2003: Supertelepasión                | «C'est magnifique» | Manuel Giménez y Silvia Gambino. |
| 2003: Supertelepasión                | «Inspector Gadget» | Miguel Ángel Tobías. |
| 2003: Supertelepasión                | «Sabor a mí» | Ana García Lozano. |
| 2003: Supertelepasión                | «Quiero vivir mi vida amándote» | Àlex Casademunt y Mónica Martínez. |
| 2003: Supertelepasión                | «No soy un superman» | Juanjo Pardo y Neil Solé. |
| 2003: Supertelepasión                | «Miénteme» | Lorena Bernal. |
| 2003: Supertelepasión                | «Jellicle Songs for Jellicle Cats» | Verónica Mengod. |
| 2003: Supertelepasión                | «Goldfinger» | Carlos Lozano. |
| 2003: Supertelepasión                | «Day-O (The Banana Boat Song)» | Belinda Washington. |
| 2003: Supertelepasión                | «Do wah diddy diddy» | Sandra Morey, Natalia Robres, Oihana Etxeberria. |
| 2003: Supertelepasión                | «Wannabe» | Juncal Rivero, María José Suárez y Rosana Manso. |
| 2003: Supertelepasión                | «Bye Bye» | Juan Carlos Martín. |
| 2003: Supertelepasión                | «Escándalo» | Lucrecia. |
| 2003: Supertelepasión                | «Viva la gente» | Todos. |
| 2003: Supertelepasión                | «I wanna be loved by you» | Ana Obregón. |
| 2004: ¡Cuánto tiempo!                | Presentación | Paco Montesdeoca y José Antonio Maldonado. |
| 2004: ¡Cuánto tiempo!                | Sketch | Francine Gálvez. |
| 2004: ¡Cuánto tiempo!                | Sketch | El Gran Wyoming. |
| 2004: ¡Cuánto tiempo!                | Sketch | Eduardo Punset. |
| 2004: ¡Cuánto tiempo!                | Sketch | Sonia Ferrer y Anne Igartiburu. |
| 2004: ¡Cuánto tiempo!                | Sketch | Juan Ramón Lucas. |
| 2004: ¡Cuánto tiempo!                | Sketch | Carmen Sevilla. |
| 2006: Pasión por la tele             | Presentación | Anne Igartiburu. |
| 2014: Parte de tu vida               | «Gloria» | Ramón García y Ana Obregón. |
| 2014: Parte de tu vida               | «Escándalo» | Anne Igartiburu. |
| 2014: Parte de tu vida               | «I Will Survive» | Mariló Montero. |
| 2014: Parte de tu vida               | «Tómbola» | Eva González. |
| 2014: Parte de tu vida               | «Bailando» | Sandra Daviú y Roberto Leal. |
| 2014: Parte de tu vida               | «Si nos dejan» | María Casado. |
| 2014: Parte de tu vida               | «Llega la Navidad» | Santiago Crespo, Manolo Cal y Silvia Espigado. |
| 2014: Parte de tu vida               | «Dancing Queen» y «Waterloo» | Mònica López y Lara Siscar. |
| 2014: Parte de tu vida               | «All I Want for Christmas Is You» | Carlos Lozano y Paloma Lago. |
| 2014: Parte de tu vida               | «Ojalá que llueva café» | Jacob Petrus y Elena S. Sánchez. |
| 2014: Parte de tu vida               | «Blue Moon» | Julia Otero (grabación de 1990) y Cayetana Guillén Cuervo. |
| 2014: Parte de tu vida               | «You're the One That I Want» | Patrick Criado y Elisa Mouliaá. |
| 2014: Parte de tu vida               | «I Just Called to Say I Love You» | Coro. |
| 2015: Un viaje en el tiempo          | Sketch | Ramón García, Teté Delgado, Juan Muñoz, Elena Furiase, Enrique Villén, Nieves Álvarez, Edurne, Mayra Gómez Kemp y Daniel Diges. |
| 2015: Un viaje en el tiempo          | «Vivo cantando» | Marta Solano, Elena S. Sánchez y Yolanda Flores. |
| 2015: Un viaje en el tiempo          | «Baila el Chiki-chiki» | Jacob Petrus, Sergio Martín y Roberto Leal. |
| 2015: Un viaje en el tiempo          | «Bailar pegados» | Cayetana Guillén Cuervo y Fernando Guillén Cuervo. |
| 2015: Un viaje en el tiempo          | «Canta y sé feliz» | Roger Berruezo. |
| 2015: Un viaje en el tiempo          | «Su canción» | Juan Muñoz. |
| 2015: Un viaje en el tiempo          | «Yo soy aquel» | Albert Barniol, Martín Barreiro y Mònica López. |
| 2015: Un viaje en el tiempo          | «Dile que la quiero» | Equipo de Comando actualidad. |
| 2015: Un viaje en el tiempo          | «Eres tú» | María Casado. |
| 2015: Un viaje en el tiempo          | «La, la, la» | Inés Ballester, Sonia Ferrer, Isabel San Sebastián, Paloma Gómez Borrero, Ángela Vallvey, Berta Collado, Rosa Villacastín, Cristina Almeida y Marta Robles. |
| 2015: Un viaje en el tiempo          | «Estando contigo» | Mariló Montero, Fernando Ramos y Jota Abril. |
| 2015: Un viaje en el tiempo          | «Enséñame a cantar» | Paula Gallego. |
| 2015: Un viaje en el tiempo          | «Europe's living a celebration» | María Castro, Carla Díaz, Marta Larralde y Mariona Tena. |
| 2015: Un viaje en el tiempo          | «En un mundo nuevo» | Anne Igartiburu. |
| 2016: Va de cine                     | Presentación | Roberto Leal y Berta Collado. |
| 2016: Va de cine                     | «Las chicas de la Cruz Roja» | Anne Igartiburu, Inés Ballester, Mònica López y Elena S. Sánchez. |
| 2016: Va de cine                     | «Las chicas son guerreras» | Martín Barreiro, Albert Barniol, Sergio Martín y Jacob Petrus. |
| 2016: Va de cine                     | «Canción de juventud» | Equipo de Canal 24 horas. |
| 2016: Va de cine                     | «Campanera» | Aure Sánchez y Silvia Espigado. |
| 2016: Va de cine                     | «Suéltate el pelo» | Lluvia Rojo y Silvia Espigado. |
| 2016: Va de cine                     | «Las cosas del querer» | Jota Abril y María Casado. |
| 2016: Va de cine                     | «La chica ye-ye» | Reparto de Acacias 38. |
| 2016: Va de cine                     | «Dime que me quieres» | Reparto de Acacias 38. |
| 2016: Va de cine                     | «Pecadora» | Cayetana Guillén Cuervo. |
| 2016: Va de cine                     | «Es mi hombre» | Marta Solano y Carlos García Hirschfeld. |
| 2016: Va de cine                     | «Un hombre de verdad» | Yolanda Flores y Carolina Casado. |
| 2016: Va de cine                     | «Los chicos con las chicas» | Equipo de Comando actualidad. |
| 2016: Va de cine                     | «Volando voy» | Julián Reyes, Roi Groba y Nico de Vicente. |
| 2016: Va de cine                     | «Begin the Beguine» | Roberto Leal y Berta Collado. |
| 2017: El musical                     | «Another Day of Sun» | Anne Igartiburu, Jacob Petrus, Roberto Leal, Lucrecia, Inés Ballester, Jota Abril, Elena S. Sánchez y Jesús Álvarez. |
| 2017: El musical                     | «Stayin' Alive» | Nico de Vicente, Sergio Martín y Julián Reyes. |
| 2017: El musical                     | «Cabaret» | Cayetana Guillén Cuervo. |
| 2017: El musical                     | «Tomar la vida en serio» | Equipo de Servir y proteger: Luisa Martín, Juanjo Artero y Andrea del Río. |
| 2017: El musical                     | «Mamma Mia» | Equipo de informativos: Jerónimo Fernández, Emilio de Andrés, Olga Lambea, Marta Jaumandreu y Ana Belén Roy. |
| 2017: El musical                     | «Gentlemen Prefer Blondes» | María Casado. |
| 2017: El musical                     | «Singin' in the Rain» | Mònica López, Isabel Zubiaurre, Silvia Laplana, Albert Barniol y Martín Barreiro. |
| 2017: El musical                     | «Your Song» | Miguel Diosdado, Álvaro Quintana y Rubén de Eguía. |
| 2017: El musical                     | «Lady Marmalade» | Laura Rozalén, Rebeca Alemañy y Ana del Rey. |
| 2017: El musical                     | «Sister Act» | Isabel San Sebastián Cristina Almeida, Ángela Vallvey y Sonia Ferrer. |
| 2017: El musical                     | «A Chorus Line» | Equipo de Comando actualidad. |
| 2017: El musical                     | «(I've Had) The Time of My Life» | Equipo de Centro médico. |
| 2017: El musical                     | «City of Stars» | Anne Igartiburu y Santiago Segura. |
| 2017: El musical                     | «Someone In The Crowd» | Berta Collado, Quico Taronjí, Yolanda Flores y Pedro Carreño. |
| 2018: La gran cena                   | «I Will Survive» | Elena S. Sánchez, Roberto Leal, Silvia Espigado, Ana Arias, Paula Gallego, Quico Taronjí, Anne Igartiburu, Jacob Petrus, María Casado, Juanjo Artero, Luisa Martín, Lucrecia y Cayetana Guillén Cuervo. |
| 2018: La gran cena                   | «En el amor todo es empezar» | Elena S. Sánchez. |
| 2018: La gran cena                   | «53.53.456» | Ana Arias y Paula Gallego. |
| 2018: La gran cena                   | «Love Is in the air» | Quico Taronjí y Marc Parejo. |
| 2018: La gran cena                   | «La abeja Maya» y «Heidi» | Lucrecia. |
| 2018: La gran cena                   | «Fame» | Roberto Leal. |
| 2018: La gran cena                   | «Ni tú ni nadie» | María Casado y Fernando Timón. |
| 2018: La gran cena                   | «Nena» | Anne Igartiburu y Jacob Petrus. |
| 2018: La gran cena                   | «La fiesta» | Lucía Caraballo, Ana Ibáñez Llorente y Diego Losada. |
| 2018: La gran cena                   | «Help (Get Me Some Help)» | Luisa Martín, Juanjo Artero, Mamen Camacho y Roberto Álvarez. |
| 2018: La gran cena                   | «Me cuesta tanto olvidarte» | Elena S. Sánchez. |
| 2018: La gran cena                   | «Resistiré» | Cayetana Guillén Cuervo y Pepa Fernández. |
| 2018: La gran cena                   | «Aquarius» | Ana Villa, Jordi Mestre, José Navar y Armando del Río. |
| 2018: La gran cena                   | «Viaje con nosotros» | Mònica López, Silvia Laplana, Andrés Gómez y Martín Barreiro. |
| 2019: Una noche de tormenta          | «Bienvenidos» | Roberto Leal. |
| 2019: Una noche de tormenta          | «Todo estará en paz» | Miriam Díaz-Aroca. |
| 2019: Una noche de tormenta          | «Raskayú» | Juan Antonio Simarro, Quico Taronjí y Fernando Timón. |
| 2019: Una noche de tormenta          | «¡Chas! y aparezco a tu lado» | Elena S. Sánchez. |
| 2019: Una noche de tormenta          | «Un año más» | Anne Igartiburu. |
| 2019: Una noche de tormenta          | «Vivir así es morir de amor» | Reparto de Acacias 38. |
| 2019: Una noche de tormenta          | «No llores por mí, Argentina» | Miriam Díaz-Aroca. |
| 2019: Una noche de tormenta          | «Enamorado de la moda juvenil» | Marilia Monzón, Miki Núñez, Noelia Franco y Famous Oberogo. |
| 2019: Una noche de tormenta          | «Moon River» | Miriam Díaz-Aroca. |
| 2019: Una noche de tormenta          | «Cuando brille el sol» | Mònica López, Albert Barniol, Silvia Laplana, Andrés Gómez y Martín Barreiro. |
| 2019: Una noche de tormenta          | «Y.M.C.A.» | Máximo Huerta, Boris Izaguirre, María Gómez, Paco Tomás y Julia Varela. |
| 2019: Una noche de tormenta          | «Sabor de amor» | Jacob Petrus y Cayetana Guillén Cuervo. |
| 2019: Una noche de tormenta          | «Juntos» | Miriam Díaz-Aroca y Roberto Leal. |
| 2019: Una noche de tormenta          | «No puedo vivir sin ti» | María Casado. |
| 2019: Una noche de tormenta          | «Good Morning» | Ana Ibáñez Llorente, Diego Losada y Elisa Mouliaá. |
| 2019: Una noche de tormenta          | «Save Your Kisses for Me» | Reparto de Mercado central. |
| 2019: Una noche de tormenta          | «It's My Party» | Tamara Falcó, Nico de Vicente y Roi Groba. |
| 2019: Una noche de tormenta          | «Gracias por venir» | Roberto Leal, Carolina Casado, Lucrecia, Carlos Rodríguez, Macarena Berlín, Sergio Fernández, Sandra Daviú, Diego Burbano, Blanca Benlloch, Yolanda Flores, Amaya Prieto, Carles Mesa, Roberto Herrera, Juan Carlos Rivero, Gonzalo D'Ambrosio, Javier Peña y El Chojin. |
| 2020: El gran guateque               | «Qué festín» | Florentino Fernández, Alaska, La Terremoto de Alcorcón y otros. |
| 2020: El gran guateque               | «Este amor ya no se toca» | La Terremoto de Alcorcón, Florentino Fernández e Ion Aramendi. |
| 2020: El gran guateque               | «Veneno para el corazón» | Anne Igartiburu y Ramón García. |
| 2020: El gran guateque               | «The Shoop Shoop Song (It's in His Kiss)»                                                                                                  | Lucrecia, Quico Taronjí, Roi Groba y José Manuel Parada. |
| 2020: El gran guateque               | «La flaca» | Bruno Carrasco y Flavio Fernández. |
| 2020: El gran guateque               | «Depende» | Maialen Gurbindo y Eva Barreiro. |
| 2020: El gran guateque               | «Bonito» | Gèrard Rodríguez. |
| 2020: El gran guateque               | «Eso que tú me das» | Bruno Carrasco, Flavio Fernández, Maialen Gurbindo, Eva Barreiro y Gèrard Rodríguez. |
| 2020: El gran guateque               | «Insurrección» | Nicolás Coronado y Cayetana Guillén Cuervo. |
| 2020: El gran guateque               | «Dancing Queen» | Javier Peña, Alaska, Boris Izaguirre, María Gómez, Roberto Herrera, Julia Varela, Lola González y Paco Tomás. |
| 2020: El gran guateque               | «¡Ay pena, penita, pena!» | Elena S. Sánchez. |
| 2020: El gran guateque               | «I Want to Break Free» | La Terremoto de Alcorcón, Florentino Fernández y Marta Márquez. |
| 2020: El gran guateque               | «Can't Stop the Feeling!» | Soleá Fernández, Jacob Petrus, Pepa Fernández y Carles Mesa. |
| 2020: El gran guateque               | «Viva la vida» | Orquesta Sinfónica de RTVE, Igor Gómez, Mònica López, Andrés Gómez, Silvia Laplana, Albert Barniol, Carolina Casado, Ana Ibáñez Llorente, Miriam Moreno, Marina Ribel, Martín Barreiro, Mamen Asencio, Sandra Daviú, Eduardo Sáenz de Cabezón, Yolanda Flores y Nico de Vicente. |
| 2020: El gran guateque               | «Dramas y comedias» | Reparto de Acacias 38. |
| 2020: El gran guateque               | «Que no se acabe el mundo» | Coro entremezclando la grabación de 1990 con los participantes de 2020. |
| 2021: Telepasión Airlines            | «Felicidad da da» | Ana Obregón y Boris Izaguirre, Ion Aramendi y Quico Taronjí, Pepe Rodríguez y Samantha Vallejo-Nágera, Lupita, Lublú, Lulila (Los Lunnis) y Eduardo Sáenz de Cabezón, Diego Losada y Anne Igartiburu, Andrés Gómez, Albert Barniol y Marc Santandreu, y Martín Barreiro, Marc Sala y Raquel Meroño. |
| 2021: Telepasión Airlines            | «El mejor regalo eres tú» | Ion Aramendi, Elena S. Sánchez y Levi Díaz. |
| 2021: Telepasión Airlines            | «Háblame de ti» | Anne Igartiburu y Diego Losada. |
| 2021: Telepasión Airlines            | «No dudaría» | Martín Barreiro, Marc Sala y Raquel Meroño. |
| 2021: Telepasión Airlines            | «Todo de ti» | Inés Hernand, Noemí Casquet y Veki Velilla. |
| 2021: Telepasión Airlines            | «Contigo aprendí» | Alaska. |
| 2021: Telepasión Airlines            | «Todos me miran» | Ana Ibáñez Llorente y Àngel Pons. |
| 2021: Telepasión Airlines            | Medley: «Europe's living a celebration», «Eres tú», «La, la, la», «Amanecer» «Bailar pegados», «Vivo cantando» y «¿Quién maneja mi barca?» | Julia Varela y Nieves Álvarez. |
| 2021: Telepasión Airlines            | «Paraíso» | Pepa Fernández, Carles Mesa, Yolanda Flores, Imanol Durán, Mara Petersen, Chema García Langa, Julio Ródenas, Alfredo Menéndez, Mamen Asencio, Martín Llade y Eva Sandoval. |
| 2021: Telepasión Airlines            | «Mon amour» | Roi Groba, Arsenio Cañada, Paloma del Río, Nico de Vicente, Rubén Briones y Juan Carlos Rivero. |
| 2021: Telepasión Airlines            | «Como te atreves» | Albert Barniol, Silvia Laplana, Marc Santandreu y Andrés Gómez. |
| 2021: Telepasión Airlines            | «Miro la vida pasar» | Carmen Climent, Silvia Espigado y Ana Arias. |
| 2021: Telepasión Airlines            | «Tenía tanto que darte» | Cayetana Guillén Cuervo, Jacob Petrus y Mario Vaquerizo. |
| 2021: Telepasión Airlines            | «Can't Take My Eyes Off You» | Ana Obregón y Boris Izaguirre, Jordi Hurtado y Lucho (Los Lunnis), Antonio Najarro y Lucrecia, Àngel Pons, Ana Ibáñez Llorente y Miriam Moreno, Gonzalo D'Ambrosio y Raquel Martos, Roberto Herrera y Mar Villalobos, Sandra Daviú, Blanca Benlloch y Diego Burbano, Marta Jaumandreu y Ana Belén Roy, Isabel Moreno y Carolina Casado y Quico Taronjí y Marisa Rodríguez Palop. |
| 2022: Se armó en Telepasión          | «Color esperanza» | Ana Obregón y Mario Vaquerizo, Marc Sala, Lourdes Maldonado y Marc Calderó, Sole Giménez, María Castro, Ana Garcés, Arturo Sancho, Andrea del Río y Sara Molina, Nieves Álvarez, Alaska, Antonio Najarro, Elena S. Sánchez y Cayetana Guillén Cuervo, Anne Igartiburu y Jacob Petrus, Rubén Briones, Ana Ibáñez, Paloma del Río, Arsenio Cañada, Juan Carlos Rivero, Nico de Vicente, Roi Groba y Carolina García Serrano, Pepe Rodríguez y Samantha Vallejo-Nágera, Marc Santandreu, Silvia Laplana, Núria Seró, Andrés Gómez, Mònica López y Albert Barniol y Rodrigo Vázquez, Lilit Manukyan, David Leo, Ruth de Andrés, Erundino Alonso y Paz Herrera. |
| 2022: Se armó en Telepasión          | «Les avions en papier» | Los chicos del coro, el musical. |
| 2022: Se armó en Telepasión          | «Ay mamá» | Cayetana Guillén Cuervo y Elena S. Sánchez. |
| 2022: Se armó en Telepasión          | «Yo no te pido la luna» | Rodrigo Vázquez, Lilit Manukyan, David Leo, Ruth de Andrés y Paz Herrera. |
| 2022: Se armó en Telepasión          | «Love Me Do» | Oriol Nolis, Jordi Hurtado, Silvia Tarragona y Quique Jiménez y Tània Sarrias, María Gómez y Xavi Martínez. |
| 2022: Se armó en Telepasión          | «Last Christmas» | Varry Brava. |
| 2022: Se armó en Telepasión          | «Espectacular» | Quico Taronjí, Alaska y Carlos Higes. |
| 2022: Se armó en Telepasión          | «Despechá» | Mònica López, Albert Barniol, Silvia Laplana, Andrés Gómez, Marc Santandreu y Núria Seró. |
| 2022: Se armó en Telepasión          | «Vida de rico» | Marc Sala, Marc Calderó y Lourdes Maldonado. |
| 2022: Se armó en Telepasión          | «No dejes de soñar» | Arsenio Cañada, Paloma del Río, Nico de Vicente, Carola García Serrano, Ana Ibáñez, Juan Carlos Rivero, Roi Groba y Rubén Briones. |
| 2022: Se armó en Telepasión          | «September» | Pepa Fernández, Carles Mesa, Chema García Langa, Julia Varela, Julio Ródenas, Samanta Villar, Carlos Santos, Yolanda Flores, Mamen Asencio, Eva Sandoval, Martín Llade y Diego Requena. |
| 2022: Se armó en Telepasión          | «Tacones rojos» | Anne Igartiburu, Jacob Petrus, Martín Barreiro y Marisa Rodríguez Palop. |
| 2022: Se armó en Telepasión          | Samantha Vallejo-Nágera y Pepe Rodríguez.                                                                                                  | |
| 2022: Se armó en Telepasión          | «Mariposas» | Aitor Albizua, Jandro y Lucrecia. |
| 2022: Se armó en Telepasión          | «Last Dance» | Ana Obregón, Mario Vaquerizo y Fran Marto, Àngel Pons y Carolina Casado, Sandra Daviú, Diego Burbano y Blanca Benlloch, Miriam Moreno y Ana Belén Roy, Carlos García Hirschfeld, Raquel Martos y Mar Villalobos, Marta Jaumandreu y Roberto Herrera y Javier Peña y Nieves Álvarez. |
| 2023: Nadie es perfecto              | «And All That Jazz» | Patricia Conde, Rodrigo Vázquez, Aitor Albizua, Marc Sala, Paz Herrera, Ruth de Andrés, Lilit Manukyan y Erundino Alonso. |
| 2023: Nadie es perfecto              | «Yo quiero bailar» | María Castro, Andreas Muñoz, Teresa Quintero, Guillermo Serrano y Eva Martín. |
| 2023: Nadie es perfecto              | «Vogue» | Anne Igartiburu, Jacob Petrus, Nieves Álvarez, Rocío Muñoz Morales y Miguel de Lucas. |
| 2023: Nadie es perfecto              | «Flowers» | Silvia Laplana, Andrés Gómez, Martín Barreiro, Albert Barniol, Mònica López, Marc Santandreu y Núria Seró. |
| 2023: Nadie es perfecto              | «506» | Dafne Fernández, Antonio Molero, Marta Aledo y David Lorente. |
| 2023: Nadie es perfecto              | «Nochentera» | Roi Groba, Nico de Vicente, Ana Ibáñez, Lluís Guilera, Rubén Briones, Ana Belén Roy, Marta Jaumandreu, Àngel Pons, Raquel Martos, Mar Villalobos, Olga Lambea y María Eizaguirre. |
| 2023: Nadie es perfecto              | Medley: «Libre», «Esa será mi casa» y «Te quiero, te quiero»                                                                               | Julian Iantzi, Patxi Salinas, Cesc Escolà y Joana Pastrana. |
| 2023: Nadie es perfecto              | «Canción bonita» | Eduardo Sáenz de Cabezón, Evelyn Segura, Sandra Valero, Javier Peña, Roberto Herrera, Gonzalo D'Ambrosio, Carolina Casado, Miriam Moreno y Sandra Daviú. |
| 2023: Nadie es perfecto              | «Para toda la vida» | Julia Varela, Xavi Martínez, Elena S. Sánchez y Marc Calderó. |
| 2023: Nadie es perfecto              | «Stand by Me» | Pepa Fernández, Carles Mesa, Irene Valiente, Chema García Langa, Yolanda Flores, Diego Requena, Martín Llade, Alfredo Menéndez, Eva Sandoval y Mamen Asencio. |
| 2023: Nadie es perfecto              | «Vivir la vida» | Inés Ballester, Àngel Pons y Quico Taronjí. |
| 2023: Nadie es perfecto              | «Mis deseos / Feliz Navidad» | Jaime Cantizano, Cayetana Guillén Cuervo, Miriam Moreno, Marc Santandreu, Samantha Vallejo-Nágera y Pepe Rodríguez. |
| 2023: Nadie es perfecto              | «Cold Heart» | Jordi Hurtado, Tània Sarrias, Silvia Tarragona, Martina Burón y Weleló Zamora. |
| 2023: Nadie es perfecto              | «Bad Romance» | Patricia Conde, Rodrigo Vázquez y Aitor Albizua. |
| 2024: La gran mentira                | «El fin del mundo» | Patricia Conde y Aitor Albizua, Pepe Rodríguez, Samantha Vallejo-Nágera y Jordi Cruz, Lalachus, David Broncano, Jorge Ponce, Ricardo Castella, Grison y Sergio Bezos, Rayden y Rocío Muñoz Morales, Paco Roncero, Adriana Abenia, Paula Vázquez y Javier Peña, Adela González, Alberto Herrera, Ana Prada, Laura Lobo, Pedro Santos, David Céspedes, Diego Reinares, Alberto Guzmán, Pepa Jiménez y Lydia Lozano, Oriol Nolis, Jordi Hurtado, Gemma Nierga, María Eizaguirre, Jordi González, Esteve Crespo y Marc Giró, Cayetana Guillén Cuervo, Marc Sala, María Escario y Xabier Fortes, Ana Ibáñez, Nico de Vicente y Rubén Briones, Pepa Fernández, Ángela Fernández, Chema García Langa, Yolanda Flores, Diego Requena, Mamen Asencio, Lourdes Maldonado, Salvador Jiménez, Martín Llade, Eva Sandoval, Àlexey Ershov, Irene Valiente y Fernando Orea. |
| 2024: La gran mentira                | «Nada fue un error» | Manuel Regueiro, Andrea del Río, Carlos de Austria y Teresa Quintero. |
| 2024: La gran mentira                | «Waterloo» | Marc Santandreu, Mònica López, Martín Barreiro, Andrés Gómez y Silvia Laplana, Nico de Vicente, Ana Ibáñez y Rubén Briones. |
| 2024: La gran mentira                | «Together Again» | Paula Vázquez, Javier Peña, Adriana Abenia y Paco Roncero. |
| 2024: La gran mentira                | «Puedes contar conmigo» | Magdalena Tejado, Jesús Mosquera, Clara Alvarado, María José Parra y Pepe Nufrio. |
| 2024: La gran mentira                | «Libertad» | Jacob Petrus, Anne Igartiburu, Elena S. Sánchez y Nieves Álvarez. |
| 2024: La gran mentira                | «Mejor que ayer» | Adela González, Alberto Herrera, Laura Lobo, Pedro Santos, Ana Prada, David Céspedes, Pepa Jiménez, Diego Reinares, Lydia Lozano y Alberto Guzmán. |
| 2024: La gran mentira                | «Amigos para siempre» | Jordi Hurtado, Xavi Martínez, Danae Boronat, Aina Galduf, Sergi Loras, Silvia Tarragona y Tània Sarrias. |
| 2024: La gran mentira                | «Déjame» | Pepa Fernández, Chema García Langa, Yolanda Flores, Diego Requena, Mamen Asencio, Lourdes Maldonado, Salvador Jiménez, Martín Llade, Eva Sandoval, Àlexey Ershov, Irene Valiente y Fernando Orea. |
| 2024: La gran mentira                | «Shake It Off» | Chloe Delarosa, Eduardo Sáenz de Cabezón, Julia Varela, Roberto Herrera, Sandra Daviú, Lucía Vinaixa, Jerónimo Fernández y Mar Villalobos. |
| 2024: La gran mentira                | «It's a Beautiful Day» | Cayetana Guillén Cuervo, Marc Sala, María Escario y Xabier Fortes. |
| 2024: La gran mentira                | «Gloria» | Rodrigo Vázquez, Gorka Rodríguez, Ruth de Andrés, Erundino Alonso, Paz Herrera, Orestes Barbero, Lluís Guilera, Marta Jaumandreu, Ana Belén Roy, Olga Lambea, Àngel Pons y Marina Ribel. |
| 2024: La gran mentira                | «Potra salvaje» | Marco Pernas, María Redondo, Alejandro Bordanove y Marina Sabadell. |
| 2024: La gran mentira                | «Estoy bailando» | Aitor Albizua, Patricia Conde, David Tortosa, Eva Diago, Inés Ballester, Carolina Casado, Pepa Rus, Quico Taronjí, Juanma Cifuentes, Elisa Matilla, Raquel Sánchez Silva, Lorenzo Caprile, María Escoté, Palomo Spain, Pupi Poisson, Mateo Gordo, Diego Torner, Juan Manzano, Nico Greco, Julio Bellido, Ainhoa González y Ramón García. |
| 2024: La gran mentira                | «Somebody to Love» | Todos los participantes de Telepasión 2024 y Ekaterina Antipova y José Ángel Silva, con la Orquesta Sinfónica de RTVE. |